# Nebkare
| X1 · N35 | M23 |

| A43 |

| X1 · N35 | M23 |

| A43 |

| N5 |

| V30 |

| D28 |

| N5 |

| V30 |

| D28 |

| Aa11 · P8H |

| Aa11 · P8H |

| X1 · N35 | M23 |

| A43 |

| X1 · N35 | M23 |

| A43 |

| N5 |

| V30 |

| D28 |

| N5 |

| V30 |

| D28 |

| Aa11 · P8H |

| Aa11 · P8H |

| N35 |

| M23 | X1 · N35 |

| N35 |

| M23 | X1 · N35 |

| N5 |

| F35 |

| D28 |

| N5 |

| F35 |

| D28 |

| A43 |

| A43 |

| N35 |

| M23 | X1 · N35 |

| N35 |

| M23 | X1 · N35 |

| N5 |

| F35 |

| D28 |

| N5 |

| F35 |

| D28 |

| A43 |

| A43 |

|  |

| F35 |

| D28 |

| F35 |

| D28 |

|  |

| F35 |

| D28 |

| F35 |

| D28 |

| G5 |

| G5 |

| N28 |

| G29 |

| N28 |

| G29 |

| G5 |

| G5 |

| N28 |

| G29 |

| N28 |

| G29 |

| N5 · V30 |

| D28 |

| N5 · V30 |

| D28 |

Nebkare Möglicherweise aber auch Nebka, Neferka, oder Neferkare ist der Name eines altägyptischen Königs (Pharao), der vermutlich in der 3. Dynastie regierte. Obwohl Nebkare zeitgenössisch belegt ist, wird die Zuordnung seines Namens in der Ägyptologie kontrovers diskutiert.

## Titulatur
In der Ägyptologie besteht eine Unsicherheit darüber, wann erstmals die Schreibung des Geburts- oder Eigennamens in Verbindung mit königlichen Kartuschen erfolgte. Dieser Brauch ist erst seit Huni regelmäßig nachweisbar. Der Eigenname, wie er ab der 4. Dynastie mit „Sa Ra“ eingeleitet wird, existierte zur Zeit von Nebkare noch nicht. Deshalb ist die Weiterleitung auf Eigenname (Pharao) im Grunde problematisch. Dennoch wird die Bezeichnung als „Eigenname“ bisweilen in diesem Zusammenhang verwendet. Möglicherweise wurde jedoch tatsächlich beginnend mit, oder kurz vor diesem Pharao ein Eigenname in eine Kartusche gefasst geschrieben.
Ähnlich problematisch wäre es auch, an dieser Stelle von einem Thronnamen zu sprechen, für den der Name von den Erstellern der Königslisten vermutlich gehalten wurde. Dieser wurde im Mittleren Reich am Ende stets mit -rê gebildet. In diesem Zusammenhang wird auch dieses -re als spätere Hinzufügung gedeutet.
Es ist davon auszugehen, dass auch Nebkare einen Horusnamen geführt hat. Im Fall von Nebkare kann hierzu eine Gleichsetzung mit Chaba vermutet werden. (s. u.)

## Belege
An der zweiten unvollendeten Pyramide in Zawiyet el-aryan fanden sich auf einem Kalkstein sowie auf Granitblöcken zahlreiche Inschriften; unter anderem ist darauf zu lesen: „Nebkare, Herr der beiden Länder“, wobei der Eintrag nicht mit einer königlichen Kartusche versehen war.
Ein weiterer Eintrag, der in einer königlichen Kartusche nur noch fragmentarisch erhalten ist, endet mit dem Ka-Symbol. Das erste Zeichen lässt sich nicht zweifelsfrei rekonstruieren. Eine alternative Lesung als Neferkare kann an dieser Stelle demnach nicht ausgeschlossen werden. Ein zeitgenössischer Beleg liegt indessen für Neferkare nicht vor.
Eine weitere alternative Möglichkeit auszuschließen, nämlich dass es sich um den Namen des Nebka handeln könnte, ist wohl nur möglich, wenn Nebka zweifelsfrei mit Sanacht identifiziert werden kann. Damit wäre automatisch auch erwiesen, dass es sich bei Nebkare um einen weiteren eigenständigen König handeln würde.

## Zuordnungen
Jürgen von Beckerath sowie Rainer Hannig setzen Nebkare mit dem von Manetho (Africanus) überlieferten griechischen Namen Mesochris beziehungsweise auch mit Neferkare gleich und sehen in ihm wie Thomas Schneider den Nachfolger von Hudjefa II. beziehungsweise Sedjes sowie Vorgänger des Huni. So schreibt v. Beckenrath, dass man den ersten Namensteil offensichtlich nicht mehr lesen konnte. Daher sei er mit nefer-, neb-, oder (bei Manetho) mit mesô- wiedergegeben worden.
In der Königsliste von Abydos wird ein Neferkare als Nachfolger des Sedjes geführt. Im Königspapyrus Turin wird ein König Nebkare nicht erwähnt. Die Gleichsetzung mit Neferkare wird weiterhin unterstützt, während jene mit Mesochris vermutlich daran scheitert, dass letzterer mit Mykerinos gleichzusetzen ist, der ja erst als 6. (bei Manetho als 4.) Pharao der 4. Dynastie in Erscheinung tritt.

### Gleichsetzung mit Chaba
Die Regierungszeit von Nebkare fiel vermutlich unerwartet kurz aus. Infolgedessen konnte er nicht in einer von ihm begonnenen Pyramide bestattet werden. Steinblöcke, die er darin bereits verbauen ließ, wurden dann möglicherweise von seinem Nachfolger in der Mastaba Z500 verbaut. Basierend auf dieser Annahme ist Nebkare vermutlich mit einem Pharao, der unter seinem Horusnamen Chaba bekannt ist, gleichzusetzen.